# Shahida Rahman Josna
Shahida Rahman Josna é uma política do Partido Nacionalista de Bangladesh do distrito de Rangpur, que foi membro do parlamento pelo assento reservado para mulheres.

## Carreira
Josna é membro do Comité Executivo Nacional do Partido Nacionalista de Bangladesh e presidente da unidade do Distrito de Rangpur de Jatiyatabadi Mohila Dal. Ela foi um membro do parlamento pelo Partido Nacionalista de Bangladesh com assento feminino nº 3 do 6.º Jatiya Sangshad.